# Гаугесунн
Геугесунн (норв. Haugesund) — місто на південному заході Норвегії. Порт на Північному морі. Геугесунн — суднобудівний і судноремонтний центр, має 283 метровий сухий док, який по завершенні будівництва в 1979 році був найбільшим у Скандинавії. Місто є материковою базою для морських робіт на нафтових платформах. Крім того, тут розташовується великий риболовний флот, що займається ловлею оселедця та рибно-консервні заводи. Інші промисли включають обробку алюмінію та текстильну галузь.
Місто має поромне сполучення з Бергеном та Ставангером. На північ від Геугесунна розташована Гора Гаральда, де похований перший король усієї Норвегії Гаральд I Норвезький. На цьому місці споруджено монумент Гаральдсгеуґен, зведений з нагоди тисячолітнього ювілею (1872) остаточної перемоги короля Гаральда у битві при Гафрсфйорді. Міський музей містить збірку місцевих стародавніх експонатів.
Населення (2007 року, за оцінками) муніципалітету — 32 303 мешканців.

## Клімат
Місто розташоване в зоні з морським кліматом. Найтепліший місяць — серпень із середньою температурою 14 °C (57.2 °F). Найхолодніший місяць — лютий, із середньою температурою 1.1 °С (34 °F).
| Клімат Гаугесунна       | Клімат Гаугесунна | Клімат Гаугесунна | Клімат Гаугесунна | Клімат Гаугесунна | Клімат Гаугесунна | Клімат Гаугесунна | Клімат Гаугесунна | Клімат Гаугесунна | Клімат Гаугесунна | Клімат Гаугесунна | Клімат Гаугесунна | Клімат Гаугесунна | Клімат Гаугесунна |
| Показник                | Січ.              | Лют.              | Бер.              | Квіт.             | Трав.             | Черв.             | Лип.              | Серп.             | Вер.              | Жовт.             | Лист.             | Груд.             | Рік               |
| Абсолютний максимум, °C | 10                | 10                | 11                | 22                | 26                | 27                | 27                | 27                | 18                | 17                | 12                | 11                | 27                |
| Середній максимум, °C   | 3                 | 3                 | 5                 | 7                 | 12                | 13                | 15                | 15                | 12                | 10                | 6                 | 5                 | 9                 |
| Середня температура, °C | 1,4               | 1,1               | 2,7               | 5,2               | 9,5               | 12,5              | 13,9              | 14                | 11,6              | 8,8               | 4,8               | 2,7               | 7,4               |
| Середній мінімум, °C    | 0                 | 0                 | 1                 | 2                 | 7                 | 9                 | 11                | 11                | 8                 | 6                 | 3                 | 1                 | 5                 |
| Абсолютний мінімум, °C  | −17               | −12               | −8                | −3                | 0                 | 5                 | 7                 | 6                 | 2                 | −2                | −12               | −8                | −17               |
| Норма опадів, мм        | 125               | 95                | 110               | 75                | 80                | 90                | 100               | 140               | 185               | 185               | 180               | 155               | 1520              |
| Днів з опадами          | 30                | 27                | 28                | 23                | 24                | 22                | 25                | 28                | 29                | 28                | 29                | 30                | 323               |
| Днів з дощем            | 25                | 21                | 24                | 21                | 24                | 22                | 25                | 28                | 29                | 28                | 27                | 27                | 301               |
| Днів зі снігом          | 10                | 11                | 10                | 5                 | 0                 | 0                 | 0                 | 0                 | 0                 | 1                 | 3                 | 8                 | 48                |
| ----------------------- | ----------------- | ----------------- | ----------------- | ----------------- | ----------------- | ----------------- | ----------------- | ----------------- | ----------------- | ----------------- | ----------------- | ----------------- | ----------------- |
| Джерело: Weatherbase    |                   |                   |                   |                   |                   |                   |                   |                   |                   |                   |                   |                   |                   |

## Відомі особистості
У місті народилась:
- Сусанне Ортун Суннфер (1986) — норвезька джазова співачка.

## Галерея

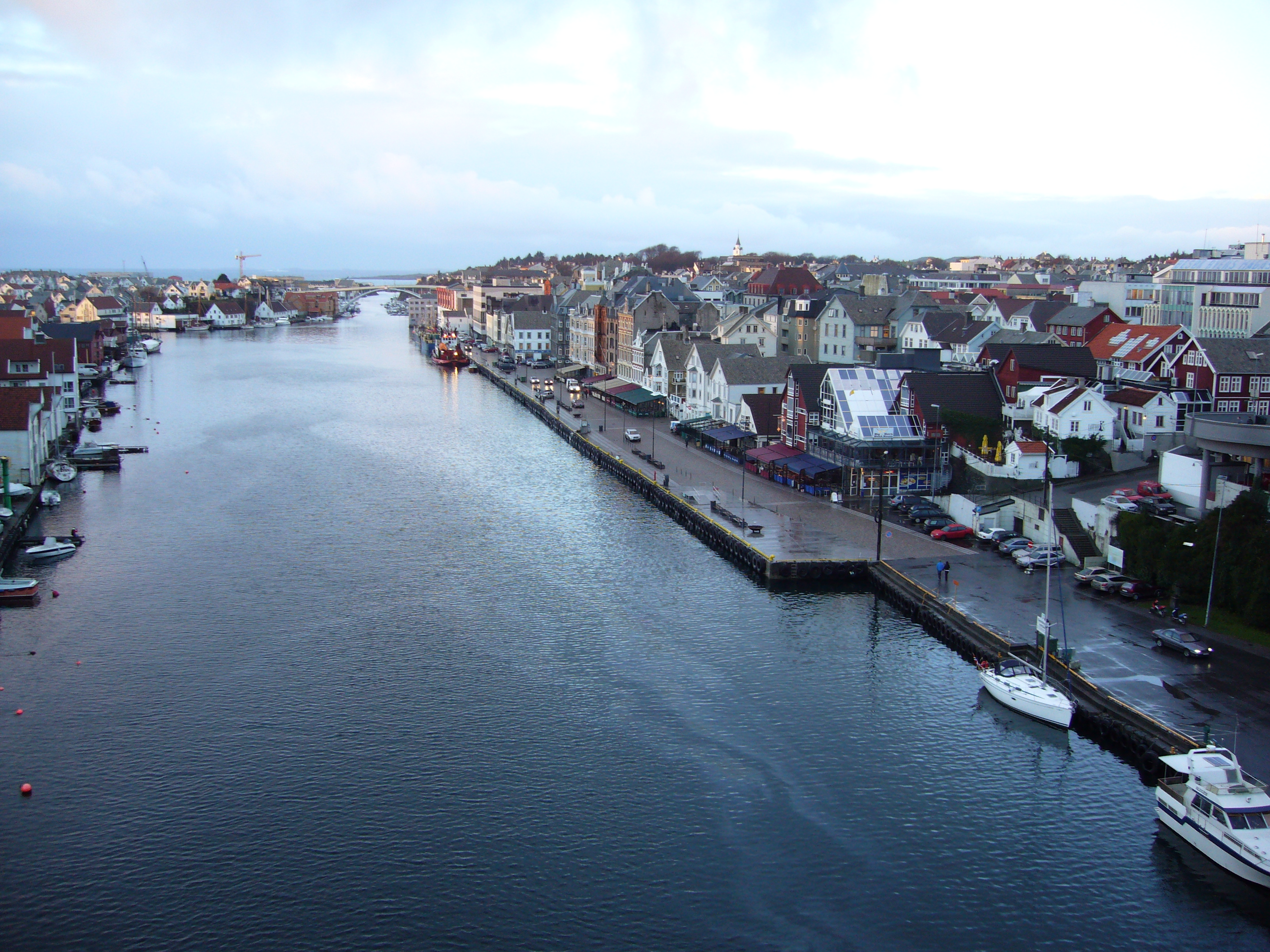
Краєвид на місто
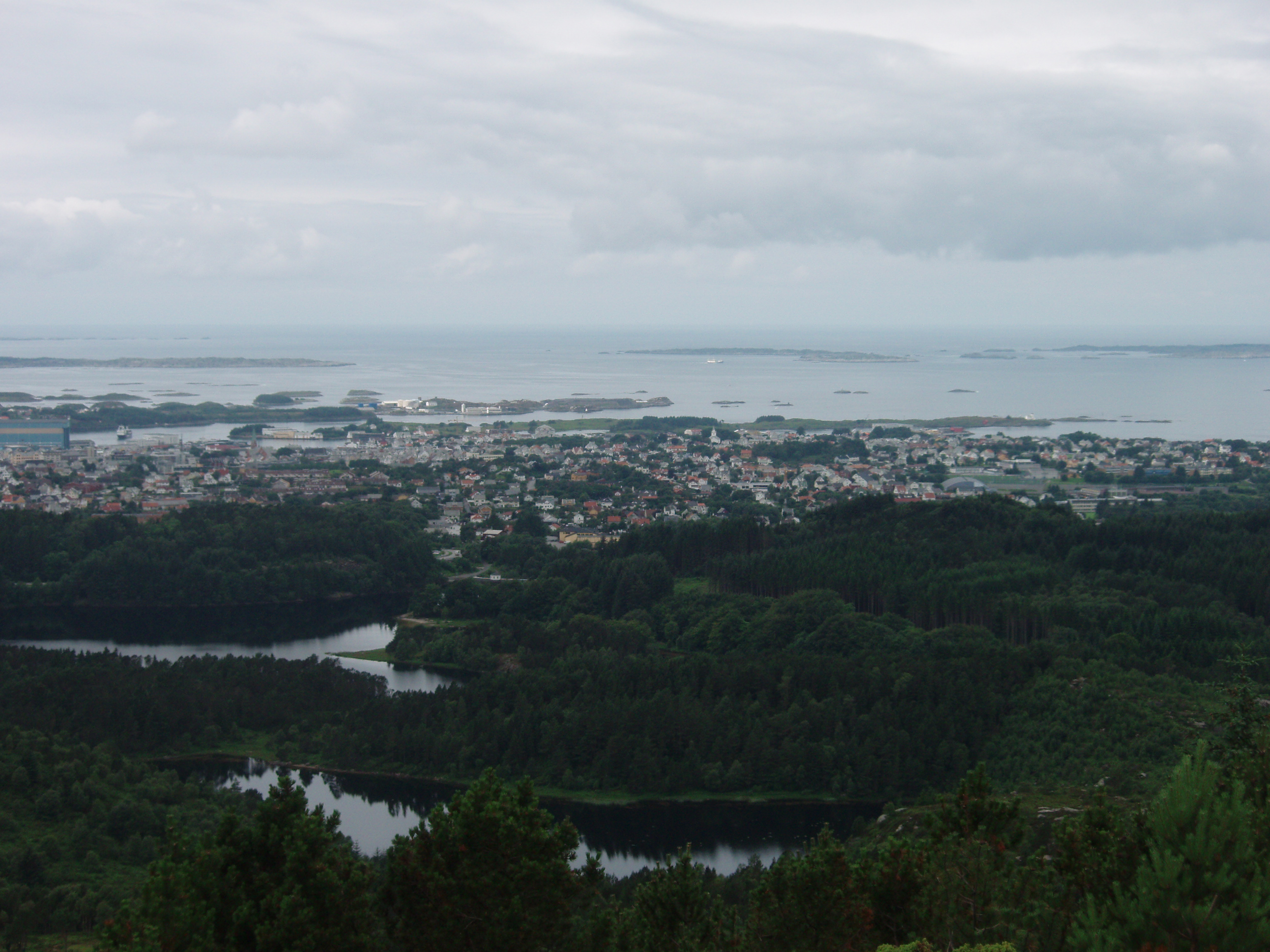
Панорама міста